# برنارد روي (مسؤول)
برنارد روي ، واسمه الكامل جان بابتيست برنارد روي ، من مواليد 28 ماي سنة 1845 في ماريني لو كاهوت وتوفي يوم 24 ماي 1919 في تونس وقد كان، دبلوماسيًا وسياسيًا فرنسيًا .